# Левгус
Левгус — река в России, протекает по территории Лоухского района Карелии. Длина реки — 21 км, площадь водосборного бассейна — 121 км².
Исток Левгуса расположен в 1 км к северо-востоку от озера Каменного.
Река в общей сложности имеет шесть малых притоков суммарной длиной 16 км.
Имеет правый приток — ручей Левгус.
Впадает в Соколозеро на высоте 72 м над уровнем моря.

## Данные водного реестра
По данным государственного водного реестра России относится к Баренцево-Беломорскому бассейновому округу, водохозяйственный участок реки — Ковда от Кумского гидроузла до Иовского гидроузла. Речной бассейн реки — бассейны рек Кольского полуострова и Карелии, впадает в Белое море.
Код объекта в государственном водном реестре — 02020000512102000000771.